# Gębice (gromada w powiecie mogileńskim)
Gębice – dawna gromada, czyli najmniejsza jednostka podziału terytorialnego Polskiej Rzeczypospolitej Ludowej w latach 1954–1972.
Gromady, z gromadzkimi radami narodowymi (GRN) jako organami władzy najniższego stopnia na wsi, funkcjonowały od reformy reorganizującej administrację wiejską przeprowadzonej jesienią 1954 do momentu ich zniesienia z dniem 1 stycznia 1973, tym samym wypierając organizację gminną w latach 1954–1972.
Gromadę Gębice z siedzibą GRN w Gębicach utworzono – jako jedną z 8759 gromad na obszarze Polski – w powiecie mogileńskim w woj. bydgoskim, na mocy uchwały nr 24/9 WRN w Bydgoszczy z dnia 5 października 1954. W skład jednostki weszły obszary dotychczasowych gromad Gębice, Marcinkowo, Gozdanin, Łosośniki i Dzierzążno ze zniesionej gminy Gębice oraz obszar dotychczasowej gromady Zbytowo ze zniesionej gminy Strzelno-Południe w tymże powiecie. Dla gromady ustalono 24 członków gromadzkiej rady narodowej.
31 grudnia 1959 do gromady Gębice włączono wsie Kwieciszewo i Czerniak oraz osadę Nowy Młyn i leśnictwo Kopce ze zniesionej gromady Kwieciszewo, a także wsie Procyń, Kątno i Kamionek oraz miejscowość Młyn Procyń ze zniesionej gromady Procyń, w tymże powiecie.
1 stycznia 1972 do gromady Gębice włączono sołectwo Goryszewo z gromady Mogilno w tymże powiecie.
Gromada przetrwała do końca 1972 roku, czyli do kolejnej reformy gminnej. 1 stycznia 1973 w powiecie mogileńskim reaktywowano gminę Gębice.